# František Norbert Hrachovský
ThDr. František Norbert Hrachovský, O.Praem. (11. září 1879 Kněždub – 18. ledna 1943, Auschwitz) byl český (resp. moravský) římskokatolický duchovní, novoříšský premonstrát, který se stal obětí nacistického pronásledování církve. Od roku 2013 probíhá jeho beatifikační proces ve skupině novoříšských premonstrátů, umučených za druhé světové války.

## Život
V mládí vstoupil do arcidiecézního kněžského semináře v Olomouci, odkud však byl v roce 1904 spolu s několika dalšími bohoslovci vyloučen, protože se účastnil aktivit Katolické moderny, byť šlo pouze o aktivity literární a nikoliv aktivity požadující změny církevní praxe. Studia dokončil v Praze, kde byl také 29. června 1904 vysvěcen na kněze.
Do časopisu Katolické moderny, který nesl název Meditace (vydavatelem časopisu byl literární historik Vilém Bitnar), pravidelně přispíval esejemi a referencemi o slovanském unionistickém hnutí.
Hrachovský působil nejdříve v Schöhfictu u Kynžvartu, posléze jako prefekt koleje Arnošta z Pardubic v Praze a od roku 1906 jako kooperátor u kostela svatého Havla v Praze. Roku 1907 byl ustanoven kaplanem v Račiněvsi. Na jaře 1909 byl ustanoven administrátorem ve Veltrusích a pomocným katechetou v Českém Brodě.
Hrachovský byl velmi konfliktní a kontroverzní postava. Působení na Podřipsku poznamenaly střety se sociálními demokraty a volnomyšlenkáři. Hrachovský sám sebe označil za „bojovného klerikálního kohouta“. Spory vyvrcholily natolik, že když veřejně nadával dělníkovi Matochovi, soud to kvalifikoval jako přestupek a odsoudil jej k peněžité pokutě. Po tomto excesu byl Hrachovský přeložen do Kolína, kde vykonával funkci katechety. Veřejně opakovaně kritizoval liberální školské zákony, svěřené děti označoval za „šelmy“ a prosazoval užívání tělesných trestů ve školách. Zároveň patřil mezi čelné představitele české křesťansko-sociální strany.
Také Kolín musel Hrachovský opustit za skandálních okolností. V dubnu 1913 se v Labi nalezlo tělo Marie Pavlíkové, služky v kolínské židovské rodině Weissbergrů. Protože byla doba Velikonoc, začal Hrachovský šířit fámy, že se jednalo o rituální vraždu, které se dopustili místní židé. Velmi záhy však vyšlo najevo, že Hrachovský měl s Pavlíkovou milostný poměr. Navíc se našly dopisy, které dokládaly milostný poměr ještě s další ženou. Na Hrachovského padlo podezření z vraždy, tohoto obvinění však byl nakonec zproštěn s tím, že dívka spáchala sebevraždu z nešťastné lásky. Situaci řešila i okresní školní rada a všichni její členové (tedy i kolínský děkan) přijali stanovisko, že Hrachovský měl milostný poměr, kvůli kterému vyhrožoval Pavlíkové, podněcoval nenávist proti židům a protestantům a rozšiřoval báchorky o rituální vraždě. Okresní školní rada proto Hrachovského suspendovala z funkce katechety. Hrachovský se odvolal, zemská školní rada však rozhodnutí okresní školní rady potvrdila. S poškozenou reputací kněz samozřejmě nemohl v Kolíně zůstat, a odešel proto do Olomouce.
V Olomouci se angažoval v Matici cyrilometodějské a záhy se stal jejím jednatelem. Hrachovský dále pokračoval v bojovných rétorických výpadech proti volnomyšlenkářům, židům, sekulárnímu školství. Za štvavý projev na shromáždění 29. června 1923, které svolala lidovou stranou do Žďárce, jej Zemský trestní soud v Brně 23. září 1923 odsoudil k nepodmíněnému trestu dvou měsíců tuhého vězení. Odvolací soud jej však následujícího roku obžaloby zprostil.
Dne 16. května 1927 Hrachovský vstoupil premonstrátského řádu v klášteře v Nové Říši, kde přijal řeholní jméno Norbert.
Během 20. let také zpracoval několik bibliografických děl.
Dne 29. května 1942 byl novoříšský klášter přepaden gestapem, řeholníci byli odvlečeni do Kounicových kolejí a následně 16. ledna 1943 transportováni do Osvětimi. Norbert Hrachovský, kterému již bylo přes 60 let, trpěl svalovou atrofií a ani nebyl schopen vystoupit z transportního vagonu. Byl do tábora dovlečen. O dva dny později byl na ošetřovně zabit injekcí s fenolem.